# محمد الأشول
محمد الأشول، لاعب كرة قدم قطري يلعب حالياً في نادي لوسيل. الحين استاذ في مدرسه 

## مسيرة اللاعب
لعب في نادي الخور ونادي لوسيل.